# 用明海山
用明海山（ようめいかいざん）とは、北太平洋の天皇海山群に位置する海山。頂上は海面下約2,958メートルである。また仁徳海山がこの海山より分離したとされている。用明天皇が由来である。